# Тарасов, Александр Петрович
Алекса́ндр Петро́вич Тара́сов (28 января 1924, Пенза — 24 мая 1984, Пенза).
Герой Социалистического Труда. Почётный железнодорожник. Почётный гражданин города Пензы.

## Биография
Родился 28 января 1924 года в селе Екатериновке Лунинского района Пензенской области.
Трудовую деятельность начал в 1939 году колхозником в своем родном селе. С 1941 по 1942 год работал во Владивостоке. С 1942 по 1947 год служил в рядах Красной Армии, воевал. После увольнения в запас всю последующую трудовую деятельность связал с железнодорожным транспортом. С 1947 года работал в паровозном депо станции Пенза-3: сначала кочегаром, потом помощником машиниста, машинистом-инструктором, заместителем начальника, главным инженером и инженером по обучению кадров в локомотивном депо Пенза-3 имени Ф. Э. Дзержинского.
В 1962 году окончил Всесоюзный заочный институт инженеров железнодорожного транспорта.
Член КПСС с 1945 года, делегат XXV съезда КПСС, депутат Верховного Совета РСФСР VII созыва.
Похоронен на Новозападном кладбище г. Пензы.

## Награды
- Герой Социалистического Труда
- орден Ленина
- орден Трудового Красного Знамени